# WASP-13
WASP-13 (Gloas) – gwiazda położona w gwiazdozbiorze Rysia, oddalona o około 747 lat świetlnych od Słońca.
Jest to gwiazda o wielkości gwiazdowej 10,42m (nie widać jej gołym okiem). Pod względem rozmiarów, masy i metaliczności WASP-13 przypomina Słońce, jest jednak od niego gorętsza, co sugeruje, że jest od niego starsza. Gwiazda została odkryta i po raz pierwszy opisana w 1997. Począwszy od 2006 wykonano szereg obserwacji gwiazdy w ramach programu SuperWASP, co doprowadziło do odkrycia w roku 2008 okrążającej ją planety, której nadano oznaczenie WASP-13b.

## Historia obserwacji

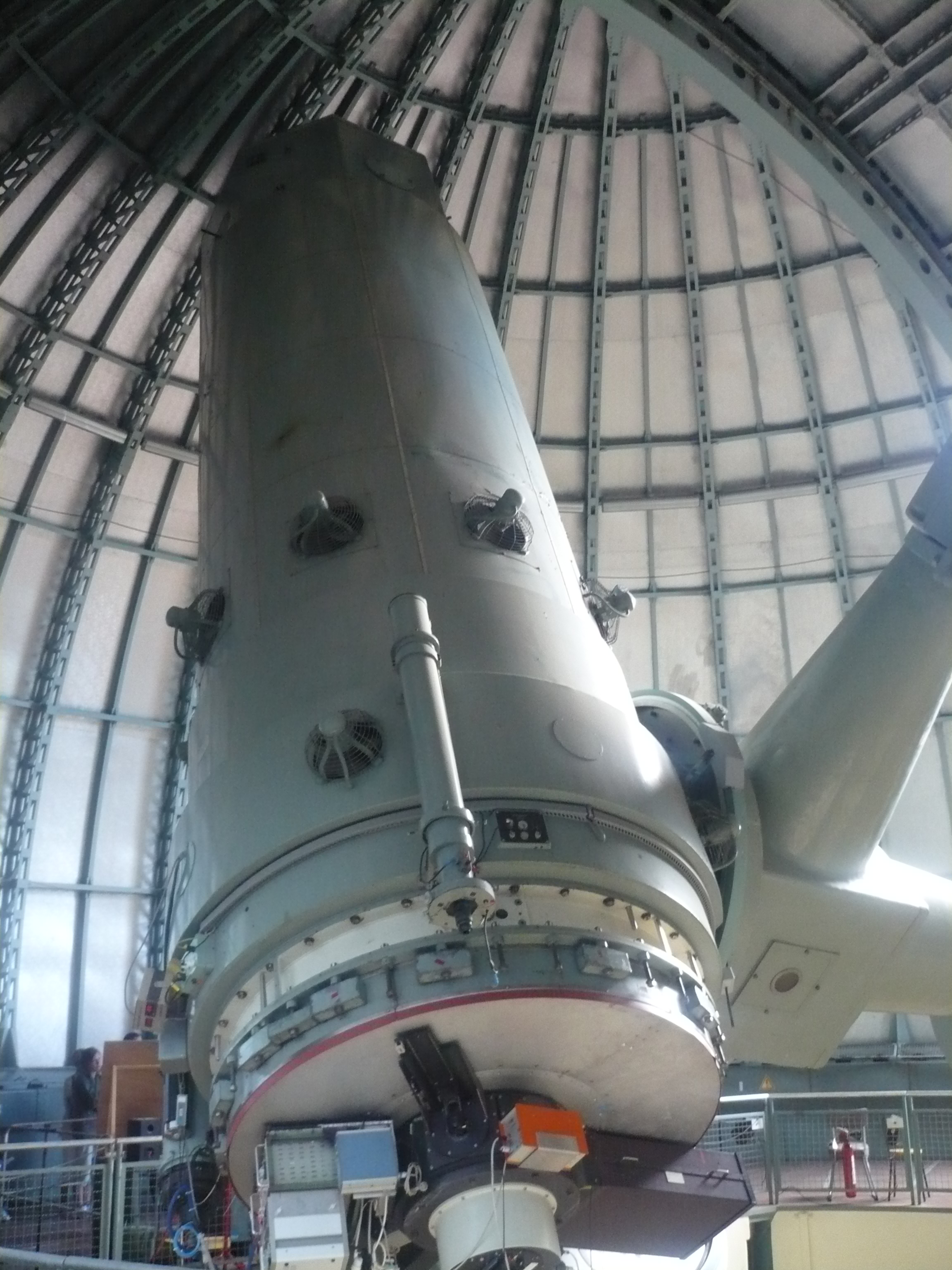
Teleskop w Haute-Provence

Według katalogu SIMBAD WASP-13 została odkryta i po raz pierwszy opisana w 1997, kiedy została skatalogowana przez astronomów dokonujących pomiarów ruchów własnych gwiazd. Pomiędzy 27 listopada 2006 a 1 kwietnia 2007 dokonano szeregu dodatkowych obserwacji gwiazdy za pomocą teleskopu SuperWASP-North znajdującego się na Wyspach Kanaryjskich. Dane obserwacyjne sugerowały, że na orbicie wokół WASP-13 może znajdować się planeta.
Obserwacje weryfikujące początkowe odkrycie planety miały miejsce w Szkocji, gdzie grupa naukowców brytyjskich, hiszpańskich, francuskich, szwajcarskich i amerykańskich używała do obserwacji WASP-13 fotometru z James Gregory Telescope. W czasie badań dokładniej mierzono krzywą blasku WASP-13, porównując ją do krzywej blasku znajdującej się w pobliżu jasnej gwiazdy HD 80408. Widmo optyczne gwiazdy zostało zbadane przy użyciu SOPHIE échelle spectrograph z francuskiego obserwatorium Observatoire de Haute-Provence. Znajomość krzywej blasku i dokładnego widma optycznego gwiazdy pozwoliła na określenie jej prędkości radialnej. Dodatkowe pomiary widma optycznego dokonane przy pomocy Fibre-Fed Echelle Spectrograph z Nordic Optical Telescope pozwoliły na dokładne określenie charakterystyki WASP-13. W 2008 analiza danych pochodzących z obserwacji SOPHIE pozwoliła na potwierdzenie wcześniej podejrzewanego istnienia planety, która otrzymała oznaczenie WASP-13b. Jej odkrycie zostało ogłoszone w 2009.

## Charakterystyka
WASP-13 jest gwiazdą typu widmowego G, bardzo zbliżoną do Słońca, odległą o około 509 lat świetlnych (156 parseków), położoną w gwiazdozbiorze Rysia. Jej jasność widzialna wynosi 10,42m, przez co gwiazda nie jest widoczna gołym okiem z Ziemi. Temperatura efektywna WASP-13 wynosi 5826 K i jest ona wyższa niż w przypadku Słońca. Metaliczność WASP-13 jest zbliżona do metaliczności Słońca, stosunek zawartości żelaza do zawartości wodoru ([Fe/H]) wynosi w przybliżeniu 0. Przyspieszenie grawitacyjne na powierzchni WASP-13 wynosi 4,04 km/s², jej prędkość obrotowa nie przekracza 4,9 km/s.
Masa WASP-13 wynosi 1,03 M☉, jej promień to 1,34 R☉. Pomiary zawartości litu wskazują, że gwiazda zużyła już cały zapas helu i do fuzji jądrowej używa otaczającego jej jądro litu. Oznacza to, że wiek WASP-13 wynosi najprawdopodobniej ok. 8,5 mld lat, co czyni ją około dwukrotnie starszą niż Słońce, niemniej dokładne określenie wieku gwiazdy przysparza wielkich trudności. Jej wiek może mieścić się w zakresie od 4,4 do 14 mld lat.

## Układ planetarny
Znana jest jedna planeta orbitująca wokół WASP-13. Krąży ona w odległości 0,054 au od WASP-13 (5,4% odległości Ziemi od Słońca). Planeta obiega gwiazdę co 4,353 dni (ok. 4 dni i 8,5 godziny). Masa planety szacowana jest na 0,5 MJ, a jej średnica na 1,365 średnicy Jowisza.

## Nazwa
Gwiazda ma nazwę własną Gloas, co oznazca „świecić” w języku manx używanym na brytyjskiej Wyspie Man. Nazwa została wyłoniona w konkursie zorganizowanym w 2019 roku przez Międzynarodową Unię Astronomiczną w ramach stulecia istnienia organizacji. Uczestnicy z Wielkiej Brytanii mogli wybrać nazwę dla tej gwiazdy. Spośród nadesłanych propozycji zwyciężyła nazwa Gloas dla gwiazdy i Cruinlagh („orbitować”) dla planety.